# ムピジ県

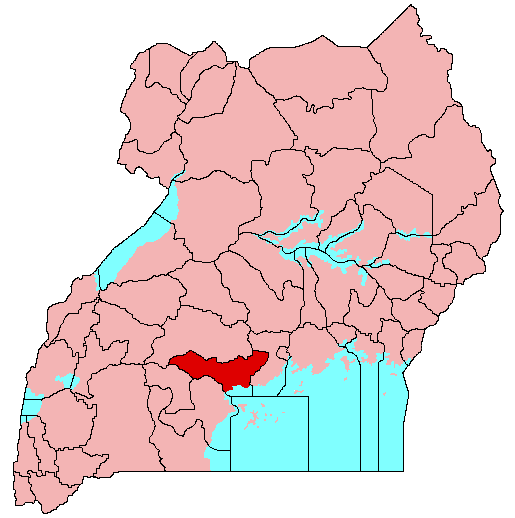
ムピジ県と2001年から2005年の県境

ムピジ県 (ムピジけん、Mpigi District) はウガンダ南西部、ブガンダ西部の県。県庁所在地のムピジはカンパラの西南およそ35kmにある。1966年にブガンダが4分割された際に設置され、西メンゴ県に改名されて後、ムピジ県に戻され、2000年11月に東部がワキソ県に分割された。面積は 3,714.94km²で、719km²は水域である。南東部にマウォコタ郡、中部にブタンバラ郡、北西部にゴンバ郡の3郡にマウォコタにムピジTCを含め8、ブタンバラに5、ゴンパに4の計17副郡が置かれている。2002年の国勢調査人口は 407,790 人。伝統的に木製品のカンパラへの供給地で、ジャンベなどの楽器製造も盛んである。知事に相当する第5地域議会 (LC5) 議長はバドゥル・ムカラジ。

## 隣接する県
北にミティアナ県、ムベンデ県、ヴィクトリア湖の南東にカランガラ県、南西にマサカ県、センバブレ県と接する。
- ミティアナ県
- ワキソ県
- カランガラ県
- カルング県
- ブタンバラ県

## 脚註
1. ↑  "Districts of Uganda". Statoids. 2008年6月30日閲覧。